# محمد بن قولویه قمی
ابوجعفر محمد بن جعفر بن موسی بن مسرور بن قولویهٔ قمی، از مهترین راویان حدیث شیعه در سده‌های سوم و چهارم هجری خورشیدی است. او که پدر ابن قولویه راوی بزرگ شیعه است، هم‌اکنون در شهر قم دفن است.

## نام، کنیه و لقب
دیگر کنیه‌اش ابوقاسم است. در یکی ازروایت‌های کشیره، لقب جمال برایش آورده شده‌است. در شعری هم که شیخ مفید در ستایشش سروده‌است، از او با عنوان فرزند «جمیل» نام برده‌است. شیخ توسی هم لقب «جمال» را در پایان نامش آورده‌است. جمال و جمیل در لغت به معنای زیبارویی و خوش خلقی است. نجاشی در رجال خود، در زندگی‌نامهٔ پسرش جعفر، از او با لقب مَسْلَمه یاد کرده‌است. همچنین در بیان زندگی‌نامهٔ پسر دیگرش علی، لقب او را مسلمه گفته‌است. مَسْلَمَه بر وزن مَفْعَلَه از سَلْم، به معنای فرمان‌بردار و مسلمان بودن می‌باشد.
علامه در ایضاح خود قولویه را به پیش قاف و لام و زبر واو دانسته‌است. بنابر پژوهش،احتمالاً لامش با زبر بوده و مادهٔ اشقاقی آن «قُوْلَه» به معنای خوش‌گو یا پرگو است.

## ارزش دانشی

### مورد اعتماد بودن
نجاشی در رجالش، او را از یاران نیک سعد بن عبدالله اشعری قمی برشمرده‌است. تعبیر «خِیار» درعبارت نجاشی می‌تواند «پرنیکو بودن» باشد که در این‌جا همان فراوانی روایت است، چنان‌که می‌تواند «گُزیدگی» او را نزد سعد بازگوید. شیخ مفید در شعری که در معرفی استادش سروده او را فرزند صالح مورد اعتماد دانسته‌است. شیخ طوسی تنها روایت او را  از سعد اشعری یاد کرده‌است. در خلاصه هم تنها به ذکر عبارت نجاشی بسنده شده‌است. در تحریر تاووسی در ترجمهٔ جعفر پسرش، پس از نقل عبارت نجاشی از خلاصه، این عبارت را به گونه‌ای دانسته که دلیل بر ثقه بودن (مورد اعتماد بودن) اوست. در ترجمهٔ حسن بن علی بن فضال هم از ثقگی‌اش سخن گفته شده‌است. صاحب معالم و مدارک جم به درستی حدیث او تصریح کرده‌است. در الوجیره درباره‌اش آمده که: «بنابر اظهر ثقه است.» کوه‌پایه‌ای (قُهپایی) در مجمع الرجال خود، عبارت نجاشی را گویای ثقگی‌اش دانسته‌است. در نقد الرجال هم این گویایی با دلیل بیان شده:«اصحاب سعد چنان‌که فهمیده می‌شود بیشترشان ازمعتمدان اند؛ مانند علی بن حسین بابویه و محمد بن حسن ولید و حمزه ابوالقاسم و محمد بن یحیای عطار و غیر ایشان. از این‌رو این سخن که محمد بن قولویه از خِیاراصحاب سعد است، بر توثیق او دلالت می‌کند.»
فاضل عبدالنبی جزایری هم او را از دستهٔ ثقه‌ها یاد کرده و گفته‌است: «بعید نیست که توثیق این مرد از عبارت نجاشی با قرایندیگری که در بین است استفاده شود.» او سپس عبارت تحریر را به نقل از ترجمهٔ حسنِ علیِ فضال آورده، سخنی آشکار در ثقگی محمد بن قولویه و علیِ ریان دانسته‌اش. در معجم رجال الحدیث دلیل دیگری بر ثقگی او آورده‌شده‌است: «پسرش جعفر از او روایات بسیاری در کامل الزیارات نقل کرده‌است و این در حالی بوده که او خود راملزم دانسته که در این کتاب به جز از معتمدان، به نقل روایت نپردازد.»

### مشایخ روایی
مشایخ روایی محمد بن قولویه پانزده راوی است. در میان راویانی که محمد بن قولویه از ایشان روایت کرده، سعد عبداللّه برجستگی ویژه‌ای دارد. در همهٔ روایاتِ کشّی از محمد بن قولویه، تنها یک روایت از غیر سعد نقل شده‌است؛ و در روایات کامل‌الزیارات که نقل‌شدهٔ از اوست، از دویست‌وپنجاه‌وهفت روایت، صدوشست‌ونه روایت از سعد بن عبداللّه نقل گشته‌است. در روایات امالی شیخ مفید، تنها منبع روایی محمد قولویه، سعد است -چنان‌که روایات وسایل الشیعه نیز چنین است-. در روایات مستدرک الوسایل هم به جز چهارتا، دیگر روایات محمد قولویه از سعدِ عبداللّه نقل شده‌است.
مشایخ دیگر او که به جز دو تن همگی در کامل الزیارات عبارت اند از:
1. حسین بن متیل با بیست روایت
2. حسین بن حسن بن ابان با چهارده روایت
3. حمد بن یحیای عطار با چهارده روایت
4. احمد بن ادریس با سیزده روایت
5. عبداللّه بن جعفر حمیری با سیزده روایت
6. علی بن ابراهیم با هفت روایت
7. محمد بن حسن صفار با شش روایت
8. احمد بن محمد بن عیسیٰ با سه روایت

همچنین این افراد سری با یک روایت اند: 
حسین بن سعید، حسن بن متویه بن سندس، علی بن هارون، محمد بن حسن بن مهزیار و حسین بن علی زعفرانی.
در رجالِ کشّی تنها روایت محمد قولویه از جز سعد عبداللّه، روایتش از محمد بن موسای همدانی است.
روایات بسیاری که محمد قولویه از سعد عبداللّه نقل کرده‌است، سعد را در میان مشایخ روایی برجسته کرده‌است. جعفر بن محمد قولویه نقل می‌کند که پدر و برادرش گفته‌اند سعد همهٔ کتاب‌هایش را بر ایشان خوانده‌است.

### روایات او درکامل الزیارات
یکی از منابع اصلی کتاب کامل الزیارات -که از متون دیرینه و بس مهم شیعه به‌شمار می‌آید- روایات انبوهی است که جعفر محمد قولویه از پدرش شنیده‌است. شمارشان بیش از دویست‌وپنجاه‌وهفت روایت است. بیشتر روایات یادشده در دو زمینهٔ فرهنگ شهادت و فرهنگ زیارت است، که در هر دویشان، حسین بن علی برجستگی ویژه‌ای دارد.
کامل الزیارات که دو زمینهٔ «فرهنگ شهادت» و«فرهنگ زیارت» دارد، سرجمع دربردارندهٔ این فصل‌ها است: آثار معنوی زیارت، فقه زیارت، زیارت، زیارت فرشتگان، جغرافیای مذهبی و فرهنگ شهادت.